# Fußball-Amateurliga Schleswig-Holstein 1957/58
Die Amateurliga Schleswig-Holstein wurde zur Saison 1957/58 das elfte Mal ausgetragen und bildete bis zur Saison 1962/63 den Unterbau der erstklassigen Oberliga Nord. Die beiden erstplatzierten Mannschaften durften an der Aufstiegsrunde zur erstklassigen Oberliga Nord teilnehmen, die Mannschaften auf den drei Plätzen mussten in die 2. Amateurliga absteigen.

## Vereine
Im Vergleich zur Saison 1956/57 veränderte sich die Zusammensetzung der Liga folgendermaßen: Der VfB Lübeck und der LBV Phönix waren in die Oberliga Nord aufgestiegen, während der Heider SV nach einem Jahr wieder aus der Oberliga Nord abgestiegen war. Die beiden Absteiger SC Comet Kiel und TSV Siems hatten die Amateurliga nach einer Spielzeit wieder verlassen und wurden durch die drei Aufsteiger Schleswig 06 (Rückkehr nach drei Jahren), VfR Neumünster Amateure und Büdelsdorfer TSV (beide erstmals in der Amateurliga) ersetzt.
| Verein                  | Stadt           | Kreis              | Qualifikation                           |
| ----------------------- | --------------- | ------------------ | --------------------------------------- |
| Heider SV               | Heide           | Norderdithmarschen | Absteiger aus der Oberliga Nord         |
| Itzehoer SV             | Itzehoe         | Steinburg          | 3. Platz 1956/57                        |
| TSV Lägerdorf           | Lägerdorf       | Steinburg          | 4. Platz 1956/57                        |
| SV Friedrichsort        | Kiel            |                    | 5. Platz 1956/57                        |
| Flensburg 08            | Flensburg       |                    | 6. Platz 1956/57                        |
| VfL Bad Schwartau       | Bad Schwartau   | Eutin              | 7. Platz 1956/57                        |
| Holstein Kiel Amateure  | Kiel            |                    | 8. Platz 1956/57                        |
| ATSV Lübeck             | Lübeck          |                    | 9. Platz 1956/57                        |
| TSV Kücknitz            | Lübeck          |                    | 10. Platz 1956/57                       |
| VfB Kiel                | Kiel            |                    | 11. Platz 1956/57                       |
| Gut-Heil Neumünster     | Neumünster      |                    | 12. Platz 1956/57                       |
| TSV Brunsbüttelkoog     | Brunsbüttelkoog | Süderdithmarschen  | 13. Platz 1956/57                       |
| FC Kilia Kiel           | Kiel            |                    | Sieger der zusätzlichen Aufstiegsspiele |
| VfR Neumünster Amateure | Neumünster      |                    | Aufsteiger aus der 2. Amateurliga Ost   |
| Schleswig 06            | Schleswig       | Schleswig          | Aufsteiger aus der 2. Amateurliga Nord  |
| Büdelsdorfer TSV        | Büdelsdorf      | Rendsburg          | Aufsteiger aus der 2. Amateurliga Ost   |

## Saisonverlauf
Die Meisterschaft und damit die Teilnahme an der Aufstiegsrunde sicherte sich der Heider SV. Als Zweitplatzierter durfte der Itzehoer SV ebenfalls teilnehmen. Beide verpassten den Aufstieg in die Oberliga Nord. Da der VfB Lübeck aus der Oberliga Nord abstieg, mussten vier Mannschaften aus der Amateurliga absteigen.

### Tabelle
| Pl. | Verein                      | Sp. | S  | U | N  | Tore    | Quote | Punkte |
| --- | --------------------------- | --- | -- | - | -- | ------- | ----- | ------ |
| 1.  | Heider SV (A)               | 30  | 23 | 3 | 4  | 091:200 | 4,55  | 49:11  |
| 2.  | Itzehoer SV                 | 30  | 22 | 4 | 4  | 092:420 | 2,19  | 48:12  |
| 3.  | Schleswig 06 (N)            | 30  | 16 | 5 | 9  | 078:600 | 1,30  | 37:23  |
| 4.  | Holstein Kiel Amateure      | 30  | 17 | 1 | 12 | 063:460 | 1,37  | 35:25  |
| 5.  | VfL Bad Schwartau           | 30  | 14 | 7 | 9  | 050:380 | 1,32  | 35:25  |
| 6.  | ATSV Lübeck                 | 30  | 13 | 5 | 12 | 056:470 | 1,19  | 31:29  |
| 7.  | VfR Neumünster Amateure (N) | 30  | 12 | 6 | 12 | 055:500 | 1,10  | 30:30  |
| 8.  | Flensburg 08                | 30  | 13 | 4 | 13 | 063:660 | 0,95  | 30:30  |
| 9.  | TSV Lägerdorf               | 30  | 10 | 9 | 11 | 049:480 | 1,02  | 29:31  |
| 10. | FC Kilia Kiel               | 30  | 12 | 5 | 13 | 056:680 | 0,82  | 29:31  |
| 11. | SV Friedrichsort            | 30  | 12 | 4 | 14 | 059:590 | 1,00  | 28:32  |
| 12. | VfB Kiel                    | 30  | 11 | 5 | 14 | 053:710 | 0,75  | 27:33  |
| 13. | TSV Kücknitz                | 30  | 11 | 3 | 16 | 057:700 | 0,81  | 25:35  |
| 14. | Büdelsdorfer TSV (N)        | 30  | 6  | 9 | 15 | 024:660 | 0,36  | 21:39  |
| 15. | Gut-Heil Neumünster         | 30  | 7  | 5 | 18 | 043:680 | 0,63  | 19:41  |
| 16. | TSV Brunsbüttelkoog         | 30  | 1  | 5 | 24 | 027:970 | 0,28  | 07:53  |

| (M) | Meister der Amateurliga Schleswig-Holstein 1956/57       |
| (A) | Absteiger aus der Oberliga Nord 1956/57                  |
| (N) | Aufsteiger in die Amateurliga Schleswig-Holstein 1957/58 |

## Aufstiegsrunde zur Amateurliga Schleswig-Holstein 1958/59
An der Aufstiegsrunde nahmen die Meister der sechs Staffeln der 2. Amateurliga teil.
| Pl. | Verein                                                | Sp. | S | U | N | Tore    | Punkte |
| --- | ----------------------------------------------------- | --- | - | - | - | ------- | ------ |
| 1.  | VfL Oldesloe (2. Amateurliga Süd, Staffel Süd)        | 5   | 4 | 1 | 0 | 011:300 | 09:10  |
| 2.  | Olympia Neumünster (2. Amateurliga Ost, Fördestaffel) | 5   | 3 | 0 | 2 | 016:100 | 06:40  |
| 3.  | Rot-Weiß Moisling (2. Amateurliga Süd, Staffel Nord)  | 5   | 2 | 1 | 2 | 008:700 | 05:50  |
| 4.  | SC Comet Kiel (2. Amateurliga Ost, Eiderstaffel)      | 5   | 2 | 0 | 3 | 008:100 | 04:60  |
| 5.  | ATSV Vorwärts Flensburg (2. Amateurliga Nord)         | 5   | 2 | 0 | 3 | 009:120 | 04:60  |
| 6.  | MTSV Hohenwestedt (2. Amateurliga West)               | 5   | 1 | 0 | 4 | 006:160 | 02:80  |